# Медные буки
«Медные буки» (англ. The Adventure of the Copper Beeches) — произведение из серии «Приключения Шерлока Холмса» Артура Конана Дойля. Впервые опубликовано «Strand Magazine» в июне 1892 года. На русский язык переведено Н. Л. Емельянниковой. Редкий рассказ, когда Холмс размышляет о причинах преступности.

## Сюжет

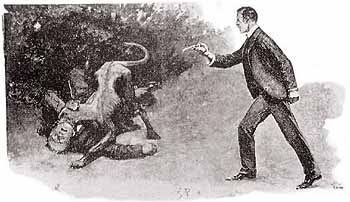
Доктор Уотсон убивает мастифа Карло, напавшего на мистера Рукасла. Иллюстрация Сидни Пэджета

К Шерлоку Холмсу обращается за помощью молодая девушка Вайолет Хантер, самостоятельно зарабатывающая на жизнь, работая гувернанткой. Ей поступает чрезвычайно выгодное предложение от некоего семейства Рукаслов, живущего в загородном поместье «Медные буки», расположенном недалеко от Уинчестера (графство Гэмпшир); в силу стеснённого финансового положения она вынуждена принять это предложение. За щедрую плату мисс Хантер должна выполнить первое странное условие — остричь свои роскошные длинные волосы. Холмс настороженно воспринимает пока необъяснимую щедрость Рукасла и советует Вайолет в случае тревоги немедля звать его на помощь.
Спустя некоторое время Вайолет Хантер вызывает Холмса и доктора Уотсона телеграммой и рассказывает о произошедших с ней странных событиях. Мистер Джефро Рукасл был женат вторым браком, его жена оказалась угрюмой и нелюдимой женщиной, его 6-летний сын — ненормально жестоким ребёнком, а старшая дочь от первого брака Алиса (по словам Рукасла) уехала в Филадельфию, так как якобы не могла ужиться с мачехой.
Мистер Рукасл подарил Вайолет чужое платье, которое идеально подходило к её фигуре, и в определённое время усаживал её возле окна, развлекая шутками. Однажды Вайолет подсмотрела в зеркальце, что в этот момент за ней с улицы наблюдает некий мужчина. Жена Рукасла велит Вайолет помахать этому мужчине, чтобы тот уходил. Позже в ящике шкафа мисс Хантер обнаружила косу, которая была очень похожа на её собственную, недавно остриженную. Особую настороженность вызвала у Вайолет «нежилая» часть дома, где у мистера Рукасла якобы была фотолаборатория. Однажды Вайолет проникла в эту часть и обнаружила там запертую комнату, в которой явно кто-то находился. Узнав об этом, мистер Рукасл пришёл в неописуемый гнев и пригрозил мисс Хантер натравить на неё своего огромного сторожевого пса Карло, который по ночам охранял дом.
Холмс с Уотсоном приезжают в поместье «Медные буки». Вайолет Хантер запирает кухарку в чулане, и они втроём проникают в комнату, где (по словам Холмса) должна насильственно удерживаться Алиса, дочь Рукасла; Вайолет Хантер невольно исполняла её роль для жениха Алисы, который наблюдал за домом. Алисы к комнате не оказывается, она сбежала. Ворвавшийся в комнату следом за Холмсом, Уотсоном и Вайолет мистер Рукасл обвиняет их в организации побега дочери и пытается натравить на них Карло, но огромный пёс (впоследствии застреленный Уотсоном) в итоге нападает на своего хозяина, превращая его в инвалида.
Причиной, по которой Джефро Рукасл держал Алису взаперти и нанял похожую на неё Вайолет Хантер, было помешать замужеству Алисы и отвадить её жениха. Умершая мать оставила Алисе часть состояния, которой временно стал распоряжаться Рукасл, и в случае замужества Алисы она с мужем могла потребовать её (часть состояния) у Рукасла.

## Экранизации
- 1912 — «Медные буки» / The Copper Beeches (Франция)
- 1985 — «Приключения Шерлока Холмса» / The Adventures of Sherlock Holmes (1 сезон, 8 серия) (Великобритания)
- 2000 — «Приключения Шерлока Холмса» (Великобритания)